# Phonicocleptes
Phonicocleptes is een vliegengeslacht uit de familie van de roofvliegen (Asilidae).

## Soorten
- P. busiris Lynch Arribálzaga, 1881
- P. longipes (Macquart, 1838)